# Austrijski zmijak
Austrijski zmijak (lat. Takhtajaniantha austriaca; sin. Scorzonera austriaca), zeljasta trajnica iz porodice glavočika, rasprostranjena po južnoj i srednjoj Europi, uključujući i Hrvatsku.Voli sunčana i polusjenovita staništa. Strogo je zaštićena. Vrsta je prethodnoo bilia uključivana u rod Scorzonera (zmijak)., a 2020. uključena je u rod Takhtajaniantha.
Stabljika je uspravna, gola ili malo dlakava, cvjetovi žuti, dvospolni, pet prašnika, plod je ahenij s dužim papusom. Cvate u travnju i svibnju.

## Sinonimi
- Scorzonera angustifolia DC.
- Scorzonera gebleri Besser ex DC.
- Scorzonera graminifolia Schur
- Scorzonera humilis Jacq.
- Scorzonera latifolia Vis.
- Scorzonera prescottii Comp. ex Boiss.

- S. austriaca
- S. austriaca
- S. austriaca